# Leioscyta brunnea
Leioscyta brunnea är en insektsart som beskrevs av William D. Funkhouser. Leioscyta brunnea ingår i släktet Leioscyta och familjen hornstritar. Inga underarter finns listade i Catalogue of Life.